# Ragnhild Myklebust
Ragnhild Myklebust PLY (Oslo, 13 dicembre 1943) è una sciatrice nordica norvegese, vincitrice di 27 medaglie paralimpiche, risultando l'atleta più titolata (considerando entrambi i sessi) della storia dei Giochi paralimpici invernali.

## Biografia
Paraplegica dopo aver contratto la poliomielite all'età di 2 anni, ha partecipato a 5 edizioni consecutive dei Giochi paralimpici invernali tra il 1988 e il 2002 in 3 differenti discipline (biathlon, sci di fondo e corse di slittino sul ghiaccio), vincendo complessivamente 22 medaglie d'oro, 3 d'argento e 2 di bronzo.

## Palmarès
- Giochi paralimpici

Innsbruck 1988: oro nello sci di fondo 2,5 km, sci di fondo 5 km, corse di slittino sul ghiaccio 100 m, corse di slittino sul ghiaccio 700 m, corse di slittino sul ghiaccio 1000 m; argento nelle corse di slittino su ghiaccio 500 m.
Tignes 1992: oro nello sci di fondo 2,5 km, sci di fondo 5 km.
Lillehammer 1994: oro nello sci di fondo 2,5 km sitski, sci di fondo 5 km sitski, sci di fondo 10 km sitski, sci di fondo staffetta 3×2,5 km sitski, corse di slittino sul ghiaccio 700 m; argento nelle corse di slittino sul ghiaccio 100 m, corse di slittino sul ghiaccio 500 m; bronzo nel biathlon 7,5 km tecnica libera, corse di slittino sul ghiaccio 1000 m.
Nagano 1998: oro nel biathlon 7,5 km sitski, sci di fondo 2,5 km sitski, sci di fondo 5 km sitski, sci di fondo 10 km sitski, sci di fondo staffetta 3×2,5 km.
Salt Lake City 2002: oro nel biathlon 7,5 km sitski, sci di fondo 2,5 km sitski, sci di fondo 5 km sitski, sci di fondo 10 km sitski, sci di fondo staffetta 3×2,5 km.